# Zenochloris vandykei
Zenochloris vandykei là một loài bọ cánh cứng trong họ Cerambycidae.